# Crisi econòmica
Una crisi econòmica és una degradació sobtada i brusca de l'activitat econòmica i de les perspectives econòmiques. Porta cap a un període de ralentiment econòmic o, encara més greu, a una recessió econòmica. Karl Marx va ser l'autor del concepte de crisi econòmica com una part important de la teoria marxista, referint-se a la brusca transició cap a una recessió.
Una crisi financera pot ser una crisi bancària o crisi de divises. Es fa servir com una part de la política econòmica marxista, normalment amb la formulació específica de crisi del capitalisme. Es refereix a un període en el qual la reproducció normal d'un procés econòmic a través del temps sofreix un daltabaix temporal. Aquest període de crisi encoratja i intensifica la lluita de classes o el canvi social — o el revival d'un més habitual procés d'acumulació.
Una crisi així comporta sovint (però no sistemàticament) una caiguda sostinguda dels valors borsaris. Té repercussions sobre el nivell dels sous, provoca les fallides i incrementa les tensions socials, també les naturals. Una crisi econòmica pot ser provocada, entre d'altres per la política monetària, una crisi financera, grans canvis en el context polític (guerra, revolució) o la política econòmica, una restricció del crèdit,una pujada de preu de primeres matèries essencials com per exemple el petroli i sovint per un moviment gregari de pànica.

## Teoria econòmica de les crisis
La teoria dels cicles econòmics considera que les crisis econòmiques són esdeveniments recurrents de la història econòmica. Aquest punt de vista no és compartit per tothom.
Basant-se en l'observació de les depressions econòmiques que havien afectat periòdicament l'economia europea després de 1825, Karl Marx descriví la crisi com un dispositiu històricament inevitable. Segons Marx, aquestes crisis eren «crisis de sobreproducció».
Per l'escola austríaca d'economia, les crisis són essencialment degudes a l'acumulació de defectes d'ajustament de l'aparell de producció a la demanda real. En tractar d'impulsar o de retardar aquests ajustaments mitjançant la legislació o la creació de moneda, l'Estat no fa més que acumular els problemes que s'hauran tard o d'hora desembocar en una crisi, que podria haver estat evitada, o almenys ésser menys greu, deixant que els ajustaments es produeixen progressivament. La paraula crisi fa referència directa al concepte de cicle. La teoria del cicle més coneguda d'aquesta escola és la de Hayek (Cicle de Hayek), lligada a la taxa d'interès.
La teoria marxista ha vist en el liberalisme un sistema generador de crisi en si mateix, essencialment a causa dels conflictes d'interessos entre patrons i obrers, que és el que s'anomena en termes polítics, la «lluita de classes», concepció fonamental entre els partits polítics d'esquerra.
A la inversa, els economistes liberals veien en el sistema, la possibilitat d'autoregular-se. Adam Smith, al segle xviii, n'és de fet l'ardent defensor i partidari (ell esmenta la intervenció de la «mà invisible del mercat»).
La majoria dels economistes contemporanis estimen que cal regular determinats mercats. Aquest paper regulador és tornat a l'Estat, que ha d'efectuar mesures governamentals, especialment d'incitació (subvencions o desgravaments fiscals) i de taxes suplementàries (per exemple una taxa sobre el carboni o l'emissió de CO₂ a l'atmosfera)
El Keynesianisme estima que l'Estat ha d'intervenir per rellançar l'economia durant els períodes de crisi.
La concepció de crisi econòmica ha permès també posar en evidència el fet següent: l'economia depèn molt de fenòmens d'anticipació, és a dir, en gran part, de la confiança que els individus puguin tenir en l'economia i en el futur. Al contrari, la perspectiva de períodes problemàtics o d'anticipacions negatives pot provocar una crisi econòmica o accelerar-ne els efectes.

## Efectes i desenvolupament
La noció de crisi econòmica es reverteix amb característiques multiformes. Pot concernir a un o més sectors de l'economia o, per extensió, la seva integritat per «efecte de contagi».

### Per un sector concret
El marasme respecte a un sector pot resultar d'una sobreinversió en el sector i d'una bombolla especulativa que reposa sobre les males reglamentacions o de les anticipacions d'alça dels preus. Per exemple, periòdicament, pot desenvolupar-se una bombolla immobiliària. Una crisi pot també afectar el sector de les matèries primeres (petroli, metalls i minerals, productes alimentaris).

### Repercussions sobre l'activitat econòmica global
Les crisis immobiliàries tenen conseqüències bastant importants perquè molts canals faciliten les repercussions sobre l'activitat econòmica total. Del fet de la financiarització dels països desenvolupats, una crisi del sector financer pot tenir repercussions fortes sobre la resta de l'economia, via els canals de crèdit.

## Crisi de 2008
Gairebé tots els països del món coneixen a partir del principi de 2008 una crisi econòmica, provocada per la conjucció de diversos factors: la crisi financera de 2007-2009, la fi d'una fase de cinc anys de forta creixença mundial provocada per un excedent de liquiditat, en particular del dòlar, la pujada dels preus de les matèries primeres, en particular el petroli i els productes agrícoles. Els Estats Units entren en recessió econòmica des de desembre 2007, també entren en recessió diversos països europeus durant 2008 i la zona euro en el seu conjunt. La crisi financera de 2008 que ha seguit a la fallida de Lehman Brothers ha provocat una forta pèrdua de confiança que ha agreujat la situació.

## Recessió per la pandèmia de COVID-19
Amb la pandèmia de COVID-19 va sorgir la pitjor crisi econòmica mundial des de la Gran Depressió. Els mercats borsaris van col·lapsar a principi de 2020, l'atur es va disparar en les principals economies i l'activitat econòmica es va reduir significativament. Davant d'aquest escenari, els Bancs Centrals van reaccionar baixant les taxes d'interès i duent a terme operacions en el mercat obert, buscant augmentar la liquiditat, i en 2021 a major part de les economies mundials van començar a patir un augment generalitzat i sostingut dels preus dels béns i serveis, un augment en la pobresa a nivell mundial i massives manifestacions en alguns països.

## Llista de les darreres crisis econòmiques
- 1907: Pànic de 1907[6]
- 1929-1937: Gran depressió;
- 1973 i 1979: Crisi del petroli de 1973 ;
- 1993: Crisi del Sistema monetari europeu (SME) ;
- 1994: Crisi econòmica mexicana de 1994 (provocada per una devaluació del peso mexicà) ;
- 1997: Crisi econòmica asiàtica de 1997 (Àsia del sud-est) ;
- 1998: Crisi financera russa de 1998
- 1998-2002: Crisi econòmica argentina
- Cap als anys 2000-2001, la bombolla d'Internet es desinfla i provoca un alentiment econòmic.
- 2002: crisi turca (devaluació de la lira turca)
- A partir de finals de 2007 : Crisi econòmica de 2008 lligada a la crisi financera de 2007-2008.